# Raditude
Raditude – siódmy studyjny album zespołu Weezer. Będzie to pierwszy album zespołu w którego powstawaniu brali artyści niebędący członkami zespołu. Nagrania wykonane na początku roku zostały wyprodukowane przez Jacknife’a Lee, pozostałe przez Butcha Walkera. Wersje demo „I Don’t Want To Let You Go” (piosenki z 2005, miała ukazać się na poprzednim albumie), „Can’t Stop Partying” (z 2008) i „The Prettiest Girl In the Whole Wide World” (z 1997, która miała trafić na trzeci album zespołu) pojawiły się na albumie Alone II: The Home Recordings of Rivers Cuomo. „Love is The Answer” miało pierwotnie zamykać album Make Believe, zespół Sugar Ray nagrało swoją wersję wydaną w roku 2009. W obecnej, znajdującej się na Raditude, występuje Amrita Sen. W lipcu zespół zadebiutował piosenki „I’m Your Daddy”, „The Girl Got Hot” i „Can’t Stop Partying” podczas koncertów w Japonii. 25 sierpnia został wydany pierwszy oficjalny singiel „(If You’re Wondering If I Want You To) I Want You To”. W „Can’t Stop Partying” gościnnie rapuje Lil Wayne.

## The Weezer Raditude Club
13 października serwis iTunes udostępnił 30. sekundowe fragmenty wszystkich utworów z nadchodzącej płyty, oraz uruchomił opcję The Weezer Raditude Club: iTunes Pass, gdzie za 19.99 dolarów dostępne są po 4 utwory z płyty, jak i 4 dodatkowe, ekskluzywne dla tych internetowych wydawnictw. Te dodatkowe utwory to:
- „Should I Stay or Should I Go” (Mick Jones), w wersji na żywo z tegorocznej trasy.
- „Cold Dark World (Rivers Vocals)”, utwór z poprzedniego albumu grupy w wersji wokalisty Riversa (oryginał śpiewał basista Scott).
- „I Hear Bells”, demo z okresu albumu z 2001 roku.
- „Put Me Back Together” (Rich Costey Mix) – inny miks wersji albumowej, zrobionej przez Serban Ghenea

## Lista utworów
1. (If You’re Wondering If I Want You To) I Want You To (Rivers Cuomo/Butch Walker)
2. I’m Your Daddy (Rivers Cuomo/Dr. Luke)
3. The Girl Got Hot (Rivers Cuomo/Butch Walker)
4. Can’t Stop Partying (Rivers Cuomo/Jermaine Dupri)
5. Put Me Back Together (Rivers Cuomo/Tyson Ritter/Nick Wheeler)
6. Trippin’ Down The Freeway (Rivers Cuomo)
7. Love Is the Answer (Rivers Cuomo/Jacknife Lee)
8. Let It All Hang Out (Rivers Cuomo/Jermaine Dupri/Jacknife Lee)
9. In The Mall (Patrick Wilson)
10. I Don’t Want To Let You Go (Rivers Cuomo)

### Utwory dodatkowe
- Get Me Some (Rivers Cuomo/Dr. Luke)
- Run Over By A Truck (Rivers Cuomo)
- The Prettiest Girl In the Whole Wide World (Rivers Cuomo)
- The Underdogs (Rivers Cuomo/Kazuhiro Hara)

Wyprodukowane przez Jacknife Lee.

### Bonusy na wersji UK
- Turn Me 'Round (Rivers Cuomo)

### Bonusy na wersji Japońskiej
- I Woke Up In Love This Morning (Partridge Family)

### Bonusy iTunes
- The Story Of My Life (Rivers Cuomo)
- Kids/Poker Face (MGMT/Lady Gaga) – tylko w przedsprzedaży

„Turn Me 'Round” i „The Story Of My Life” pochodzą z sesji do albumu Make Believe.

## Twórcy
- Rivers Cuomo – śpiew, gitara
- Brian Bell – gitara, śpiew, instrumenty klawiszowe
- Scott Shriner – gitara basowa, śpiew, instrumenty klawiszowe
- Patrick Wilson – perkusja, gitara, śpiew
- Jacknife Lee – instrumenty klawiszowe, wokale, gitary, perkusja, programowanie w utworach 7, 9, 10-14
- Josh Freese – perkusja w utworach 2, 3, 8
- Shawn Everett – perkusja i gitary w utworach 6, 7, 9
- Amrita Sen – wokale w utworze 7
- Mishat Khan – dodatkowe wokale i sitar w utworze 7
- Aaron Supilizio – dodatkowy bass w utworze 7
- Sim Grenwald – dodatkowa perkusja w utworze 7
- Butch Walker – produkcja muzyczna utwory 1, 3, 5, 8
- Jacknife Lee – produkcja muzyczna utwory 6, 7, 9, 10
- Dr Luke – produkcja muzyczna utwór 2
- Polow da Don – produkcja muzyczna utwór 4
- Ananda Sen i Shawn Everett – produkcja muzyczna utwór 7